# Pero Čingrija
Pero Čingrija (ur. 24 sierpnia 1837 w Dubrowniku, zm. 13 lipca 1921 tamże) – chorwacki polityk i prawnik, działacz dalmatyński i wieloletni burmistrz Dubrownika.

## Życiorys
W 1860 roku uzyskał stopień naukowy doktora praw na Uniwersytecie Padewskim.
Zaangażował się w życie polityczne i działał w ramach partii Narodna stranka u Dalmaciji. Współpracował m.in. z Miho Klaiciem, Lovro Montim i Gajo Bulatem. W 1870 roku został wybrany na posła do parlamentu Królestwa Dalmacji, a jego partia zdobyła większość mandatów. W kolejnych dekadach pomyślnie ubiegał się o reelekcję, sprawując mandat do 1918 roku. W latach 1878–1882 i 1899–1911 sprawował funkcję burmistrza Dubrownika. Parokrotnie występował z partii, sprzeciwiając się jej, jego zdaniem, oportunistycznej polityce.
W 1900 roku przejął kierownictwo w Chorwackiej Partii Ludowej. Partia ta przyjęła tzw. „politykę nowego kursu”, a w 1905 roku współtworzyła nową partię o nazwie Hrvatska stranka (Čingrija był jej przewodniczącym do 1907 roku). Čingrija brał aktywny udział w przygotowaniach do podpisania chorwacko-serbskiej Riječkiej rezoluciji oraz zasiadał w komisji negocjacyjnej, która na jej podstawie prowadziła rozmowy z węgierską opozycją. W latach 1910–1912 pozostawał poza partią, działając w lokalnej Samostalnej organizaciji Hrvatske stranke za dubrovački i korčulanski kotar. W 1912 roku w Zadarze przewodził antyaustriackiemu wiecowi, zorganizowanemu w ramach protestu przeciw rozwiązaniu rad miejskich Splitu i Szybenika.
Po zakończeniu I wojny światowej pełnił funkcję przewodniczącego miejskiej rady ludowej w Dubrowniku. Choć był zwolennikiem utworzenia wspólnego powstania państwa jugosłowiańskiego, to jednak rozczarowały go jego wewnętrzna organizacja i panujące w nim stosunki. Nie mógł również pogodzić się z panowaniem Królestwa Włoch nad częścią Dalmacji.